# Le Cuing
Le Cuing is een gemeente in het Franse departement Haute-Garonne (regio Occitanie) en telt 377 inwoners (2005). De plaats maakt deel uit van het arrondissement Saint-Gaudens.

## Geografie
De oppervlakte van Le Cuing bedraagt 12,9 km², de bevolkingsdichtheid is 29,2 inwoners per km².

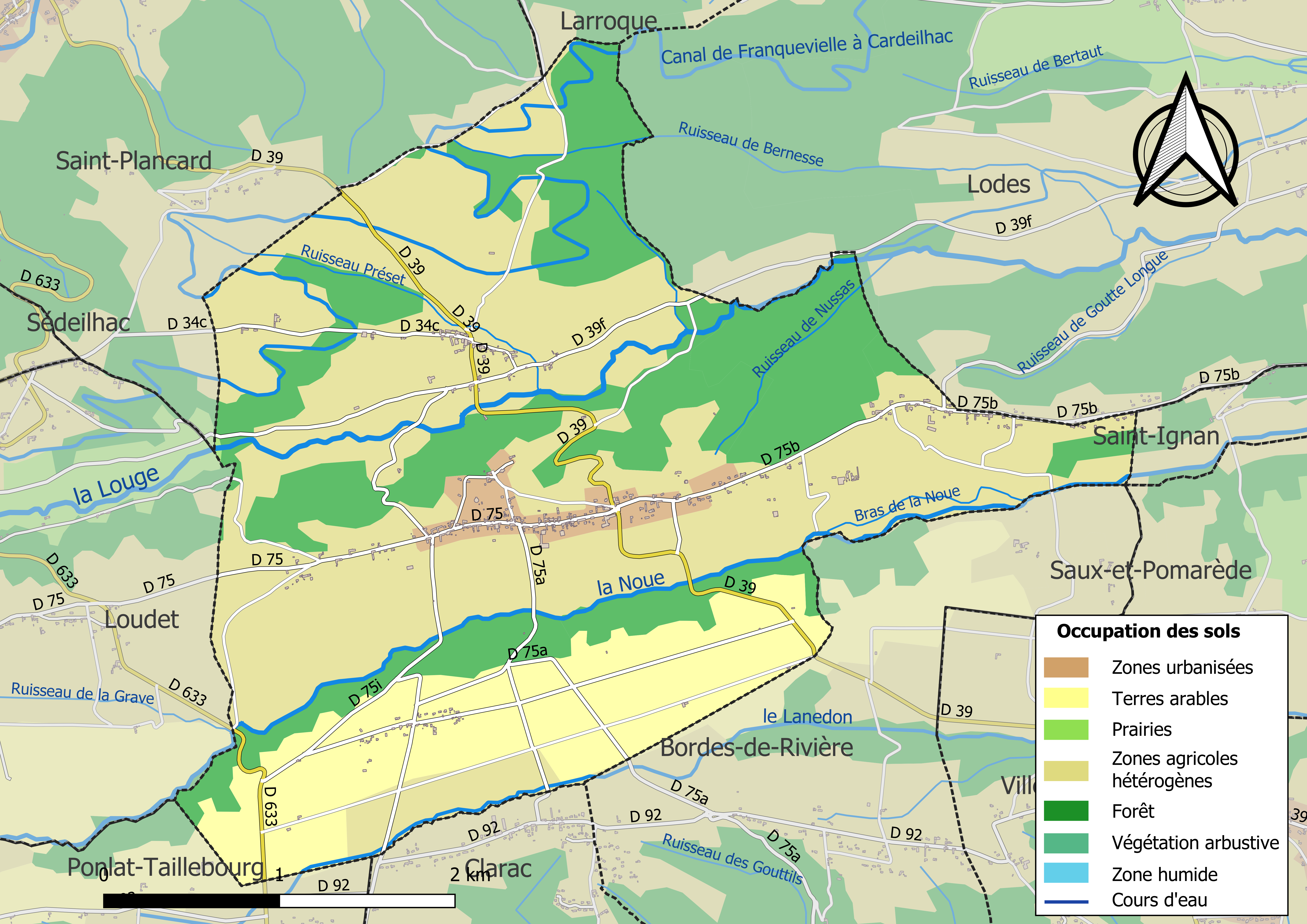
Kaart van de gemeente met de belangrijkste infrastructuur, bodemgebruik en omliggende gemeenten

## Demografie
Onderstaande figuur toont het verloop van het inwonertal (bron: INSEE-tellingen).